# Titularbistum Choma
Choma (ital.: Coma) ist ein Titularbistum der römisch-katholischen Kirche. 
Es geht zurück auf ein untergegangenes Bistum der antiken Stadt Choma in der kleinasiatischen Landschaft Lykien im Südwesten der heutigen Türkei, das der Kirchenprovinz Myra angehörte.
| Titularbischöfe von Choma |                           |                                                       |                   |                    |
| Nr.                       | Name                      | Amt                                                   | von               | bis                |
| 1                         | Lorenzo Bianchi PIME      | Koadjutorbischof von Hongkong (Britische Kronkolonie) | 21. April 1949    | 3. September 1951  |
| 2                         | Luigi Carlo Borromeo      | Weihbischof in Lodi (Italien)                         | 4. November 1951  | 28. Dezember 1952  |
| 3                         | John Baptist Sye Bong-Kil | Apostolischer Vikar von Taiku (Korea)                 | 3. Juli 1955      | 10. März 1962      |
| 4                         | Joseph Arthur Costello    | Weihbischof in Newark (USA)                           | 17. November 1962 | 22. September 1978 |